# Modifizierte Rankin-Skala
Die modifizierte Rankin-Skala (mRS) ist eine standardisierte Maßzahl, die das Ausmaß der Behinderung nach einem Schlaganfall beschreibt. Sie ist das etablierteste Maß für die Beschreibung der neurologischen Beeinträchtigung in klinischen Studien und auch im Rahmen der medizinischen Qualitätssicherung.
Sie wurde 1957 von Rankin erstmals beschrieben. Die derzeit allgemein verwendete Modifikation wurde 1988 von van Swieten, et al. dargestellt, der auch erstmals die Interobserver-Reliabilität beschrieb.
Die Skala von 0 bis 6 beschreibt den Bereich von vollständiger Gesundheit bis zum Tod.
- 0 – Keine Symptome.
- 1 – Keine relevante Beeinträchtigung. Kann trotz gewisser Symptome Alltagsaktivitäten verrichten.
- 2 – Leichte Beeinträchtigung. Kann sich ohne Hilfe versorgen, ist aber im Alltag eingeschränkt.
- 3 – Mittelschwere Beeinträchtigung. Benötigt Hilfe im Alltag, kann aber ohne Hilfe gehen.
- 4 – Höhergradige Beeinträchtigung. Benötigt Hilfe bei der Körperpflege, kann nicht ohne Hilfe gehen.
- 5 – Schwere Behinderung. bettlägerig, inkontinent, benötigt ständige pflegerische Hilfe.
- 6 – Tod infolge des Schlaganfalls.